# Cachemira (pintura)
Cachemira (en francés: cachemire) es una pintura al óleo del artista norteamericano John Singer Sargent, actualmente en una colección privada. Data de c.1908. Las dimensiones de la pintura son 71,1 por 109,2 centímetros.

## Descripción
La pintura muestra a la sobrina de Sargent, Reine Ormond, envuelta en un exótico mantón de cachemira en siete poses diferentes simultáneas. Reine tenía aproximadamente 11 años. Fue pintada por Sargent durante unas vacaciones en los Alpes italianos. Aunque el estilo es bastante diferente, la representación de los momentos sucesivos de un movimiento en un único conjunto se parece a la obra de Marcel Duchamp Desnudo bajando una escalera de 1912.